# Кюр (блюдо)
Кюр — калмыцкое национальное блюдо, представляющее собой запечённый в земле бараний желудок, начинённый мясом барана.

## Происхождение блюда
Кюр был придуман калмыцкими чабанами, которым приходилось пасти скот в трудных природных условиях, на равнинной местности и под открытым небом.

## Способ приготовления
Мясо барана разделывают по суставам, при этом следят за тем, чтобы в бараний желудок не попали острые части, т. к. они могут его повредить. Потом мелкими кусками режут баранье мясо (жир не соскабливают), добавляют соль, перец и мнут его прямо на траве, затем начиняют им желудок. Отверстие желудка зашивают нитками, а рубец оборачивают в фольгу. Всё мясо освежёванного барана полностью помещается в одном желудке.

### Яма для кюра
Яму для кюра выкапывают, как правило, на возвышении, потому что нижний слой почвы должен быть сухим. Делают углубление около 1—2 м, нижняя часть его должна быть шире, чем верхняя. Вверху яма сужается и напоминает формой большой кувшин. Набирают навоз (кизяк) и жгут его в приготовленной яме для того, чтобы её стенки раскалились. Кюр нужно поместить в «кувшин», после чего заложить слоями золы и горячей земли. Иногда над ямой разжигают костёр.

### Время приготовления
Время приготовления кюра варьируется от 8 до 20 часов. Это зависит как от самого животного, так и от погоды, времени года.